# Rudolf Hopta
Rudolf Hopta (* 29. Juni 1902 in Löbtau; † 1. April 1971 in Dresden) war ein deutscher Maler.

## Leben und Werk
Der Vater Hoptas, Johann Hopta, war Bahnarbeiter. Hopta studierte von 1925 bis 1929 an der Akademie der Bildenden Künste Dresden bei Max Feldbauer, Ferdinand Dorsch, Otto Gussmann und Ludwig von Hofmann und ab 1927 bei Otto Dix. Um 1930 unterhielt er enge Kontakte zur Dresdner Gruppe der Assoziation revolutionärer bildender Künstler (ASSO).
In der Zeit des Nationalsozialismus war Hopta Mitglied der Reichskammer der bildenden Künste. Er nutzte die bestehenden politischen Nischen zur künstlerischen Arbeit, hielt sich aber sichtlich von der NS-Ideologie fern. 1930/1931 bereiste er Südfrankreich und Spanien. Das Dresdner Adressbuch verzeichnet ihn 1943/1944 als Zeichner in der Strehlener Straße 24. Das Haus wurde 1945 beim Bombenangriff auf Dresden zerstört. Hopta nahm als Soldat der Wehrmacht am Zweiten Weltkrieg teil und arbeitete nach der Entlassung aus der Kriegsgefangenschaft wieder freischaffend in Dresden. Er war Mitglied des Verbands Bildender Künstler der DDR
Hopta ist ein heute weitgehend vergessener Künstler.

## Werke (Auswahl)
- Spanische Landschaft (vor 1930, Öl)[2]
- Südfranzösische Landschaft (1931, Öl)[3]
- Gehöft in Zinnwald (1952, Öl)[4][5]
- Elblandschaft bei Rathen (1952, Öl)[6][5]
- Albertbrücke in Dresden (1952, Öl)[7][5]
- Zinnwald (vor 1964, Kreidezeichnung, 36 × 57 cm)

## Ausstellungen (unvollständig)
- 1928: Dresden, Brühlsche Terrasse („Sächsische Kunst in unserer Zeit“)
- 1930: Dresden, Brühlsche Terrasse („Dresdner Kunst 1930“)
- 1932: Dresden, Galerie Arnold („Sächsische Kunst“)
- 1933: Dresden, Brühlsche Terrasse („Die Kunst dem Volke“)
- 1934: Dresden, Brühlsche Terrasse („Sächsische Aquarell-Ausstellung“)
- 1934: Dresden, Brühlsche Terrasse („Sächsische Kunstausstellung“)
- 1936: Dresden, Brühlsche Terrasse und Städtische Kunsthalle („Kunstausstellung Dresden“)
- 1954: Karl-Marx-Stadt, Mittelsächsische Kunstausstellung 1954, Museum am Theaterplatz
- 1954, 1957 und 1964: Dresden, Albertinum bzw. Schloss Pillnitz (Bezirksausstellungen des Verbands Bildender Künstler Deutschlands)

### Postum
- 1985: Dresden, Albertinum („Bekenntnis und Verpflichtung“)